# أوغستا أميرة كامبريدج
الأميرة أوغستا كامبريدج (بالإنجليزية: Princess Augusta of Cambridge) (بالألمانية: Augusta Karoline von Cambridge) (19 يوليو 1822 - 5 ديسمبر 1916) كانت عضوا في العائلة المالكة البريطانية وحفيدة الملك جورج الثالث.